# Первомайський (Коченевський район)
Первомайський (рос. Первомайский) — селище у Коченевському районі Новосибірської області Російської Федерації.
Входить до складу муніципального утворення Кремльовська сільрада. Населення становить 52 особи (2010).

## Історія
Згідно із законом від 2 червня 2004 року органом місцевого самоврядування є Кремльовська сільрада.

## Населення
| 2002 | 2007 | 2010 |
| ---- | ---- | ---- |
| 81   | ↗84  | ↘52  |